# Presqu'île de Quiberon
Pour les articles homonymes, voir Quiberon (homonymie).
La presqu'île de Quiberon est une presqu'île française située dans le Morbihan, en région Bretagne.

## Situation géographique

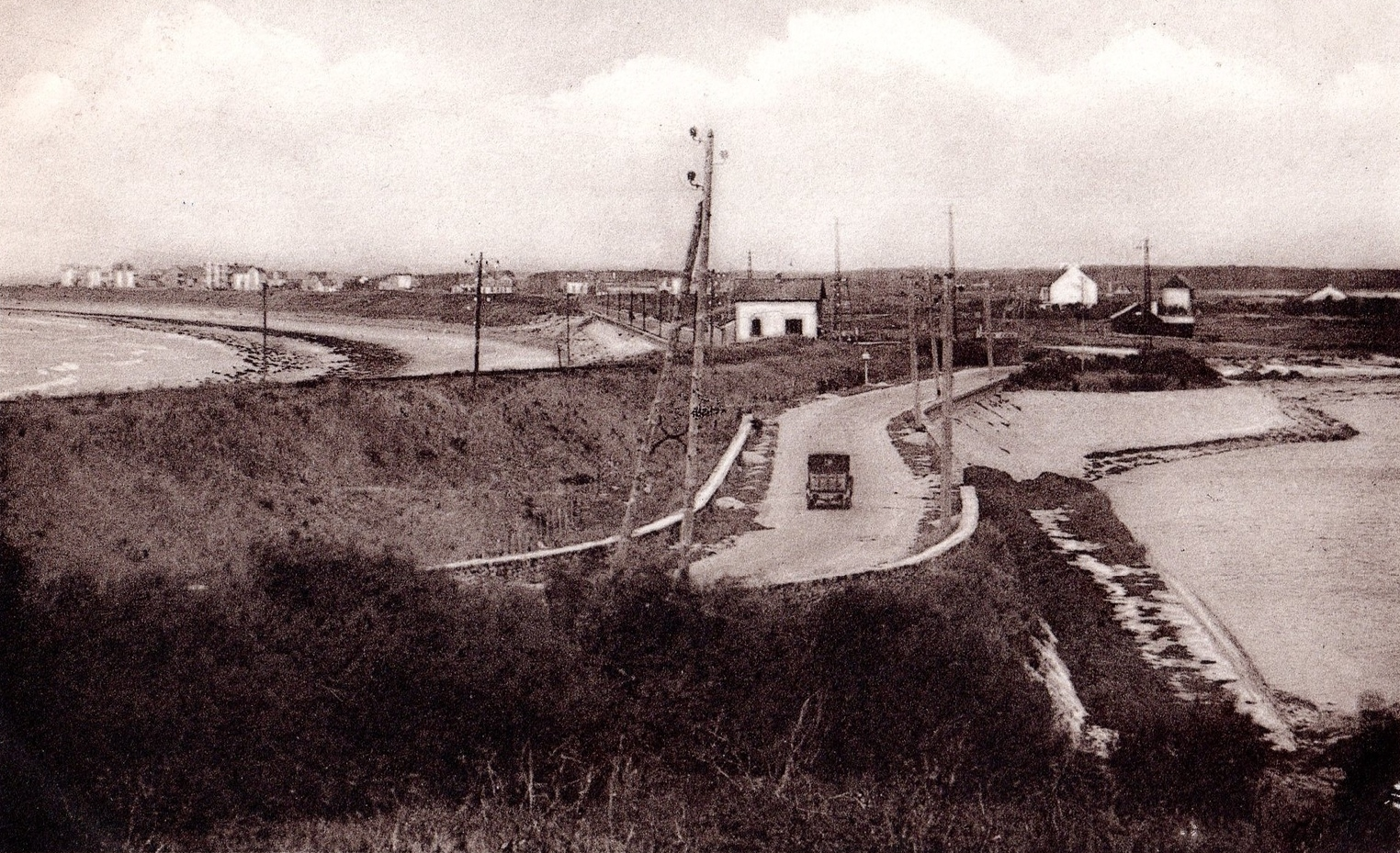
L'isthme de Quiberon (partie la plus étroite) au début du XXe siècle.

La presqu'île de Quiberon (Gourenez Kiberen en breton unifié et Gouriniz Kiberon en vannetais) est rattachée au littoral sud de la Bretagne. Cette langue rocheuse, qui s’avance de 14 km dans la mer, est en fait une ancienne île, reliée au continent par un tombolo sableux, continuation de la grève qui s'étend jusqu'à Étel ; à l'entrée de la presqu'île, l'isthme de Penthièvre mesure à l'endroit le plus étroit 22 mètres de large.

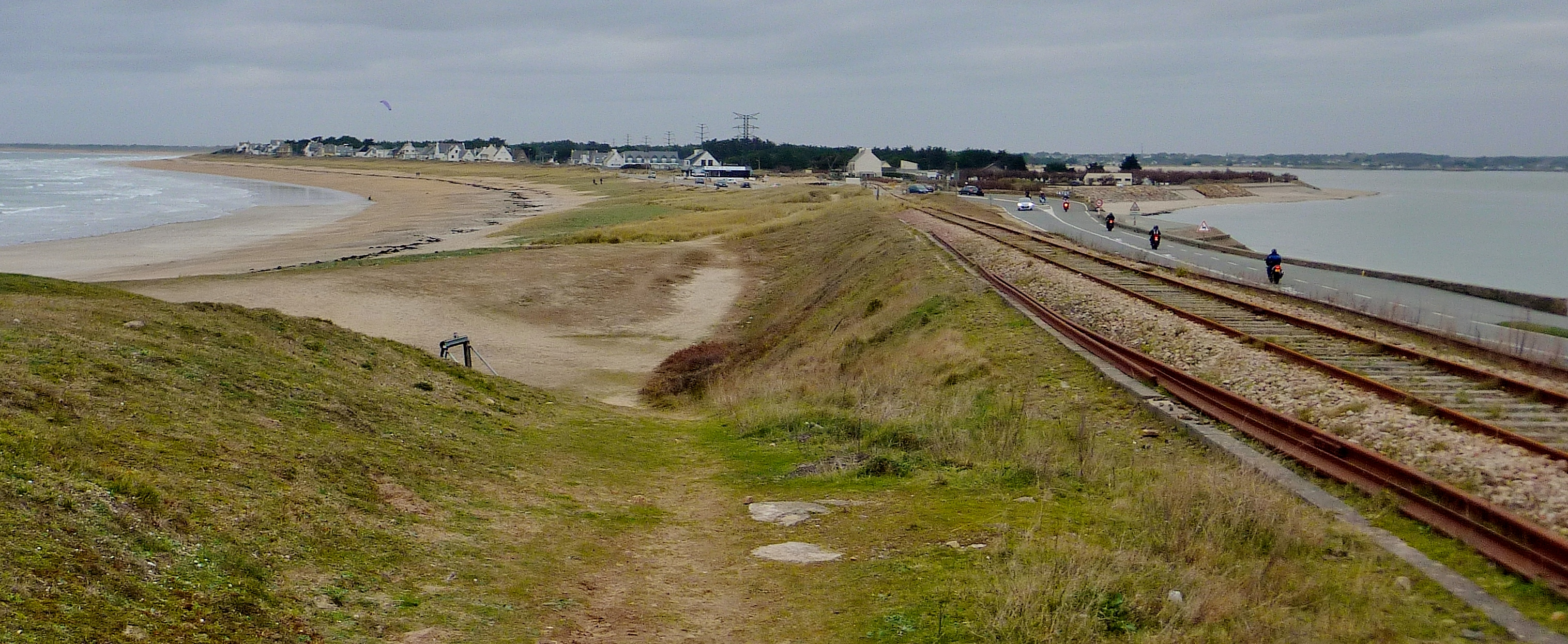
L'isthme de Quiberon vu depuis le fort de Penthièvre.

À l'ouest, face aux houles de l'océan Atlantique, la Côte Sauvage présente un paysage minéral de falaises, tandis qu'à l'est la baie de Quiberon, partie occidentale de Mor braz, forme un plan d'eau abrité des vents dominants et fréquenté par les estivants.

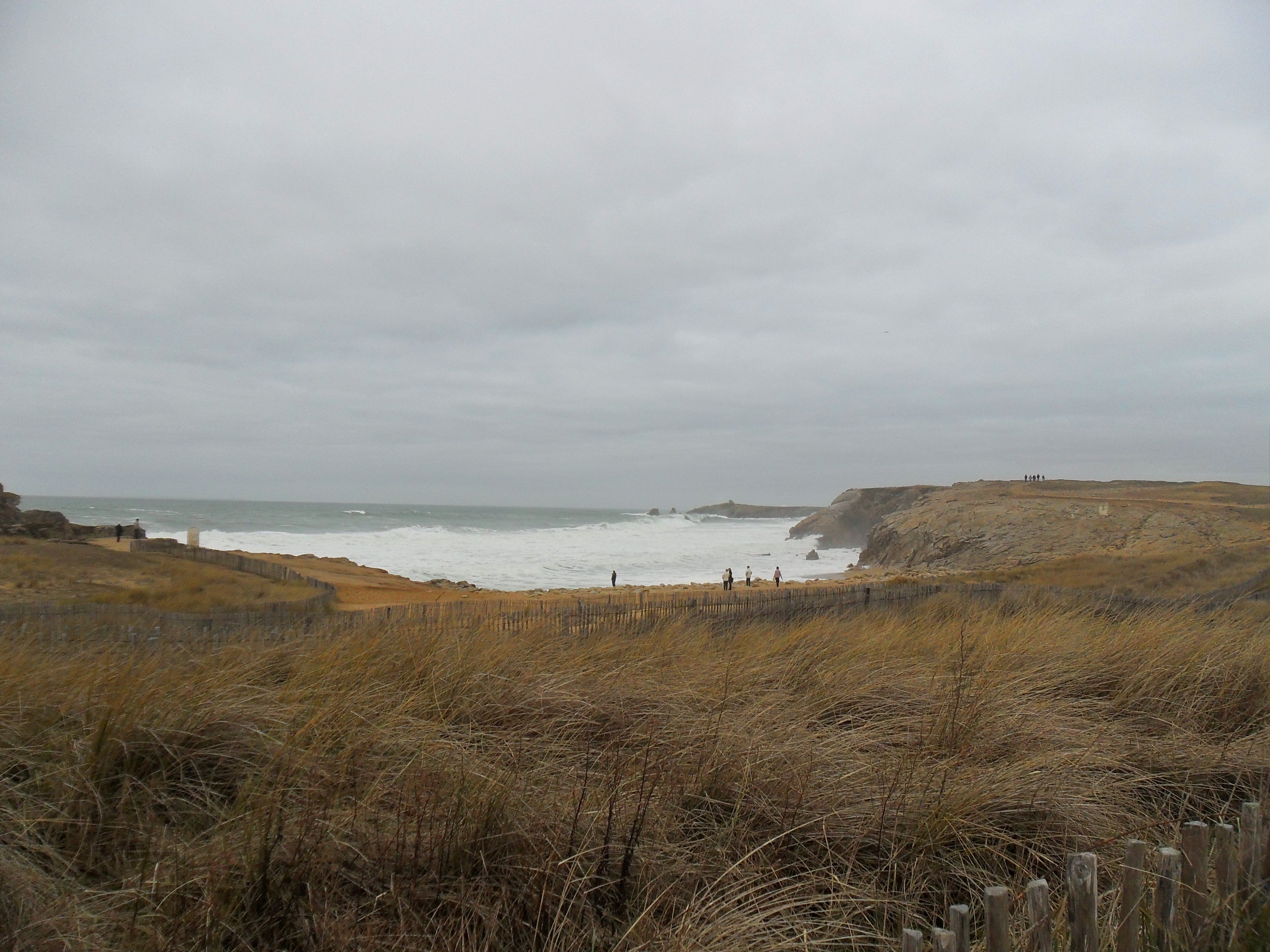
Approche vers la Côte Sauvage.
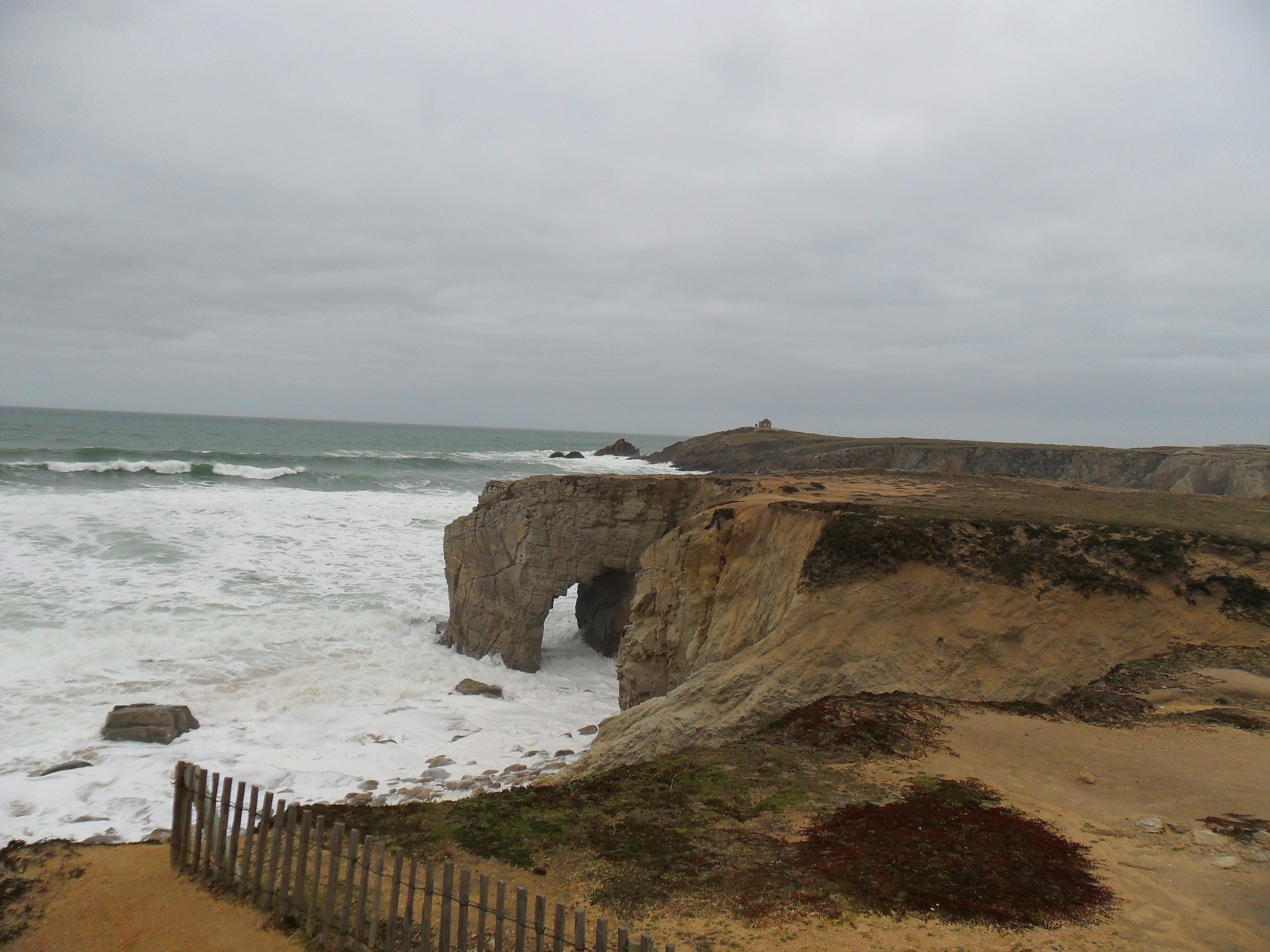
Falaise de la Côte Sauvage.
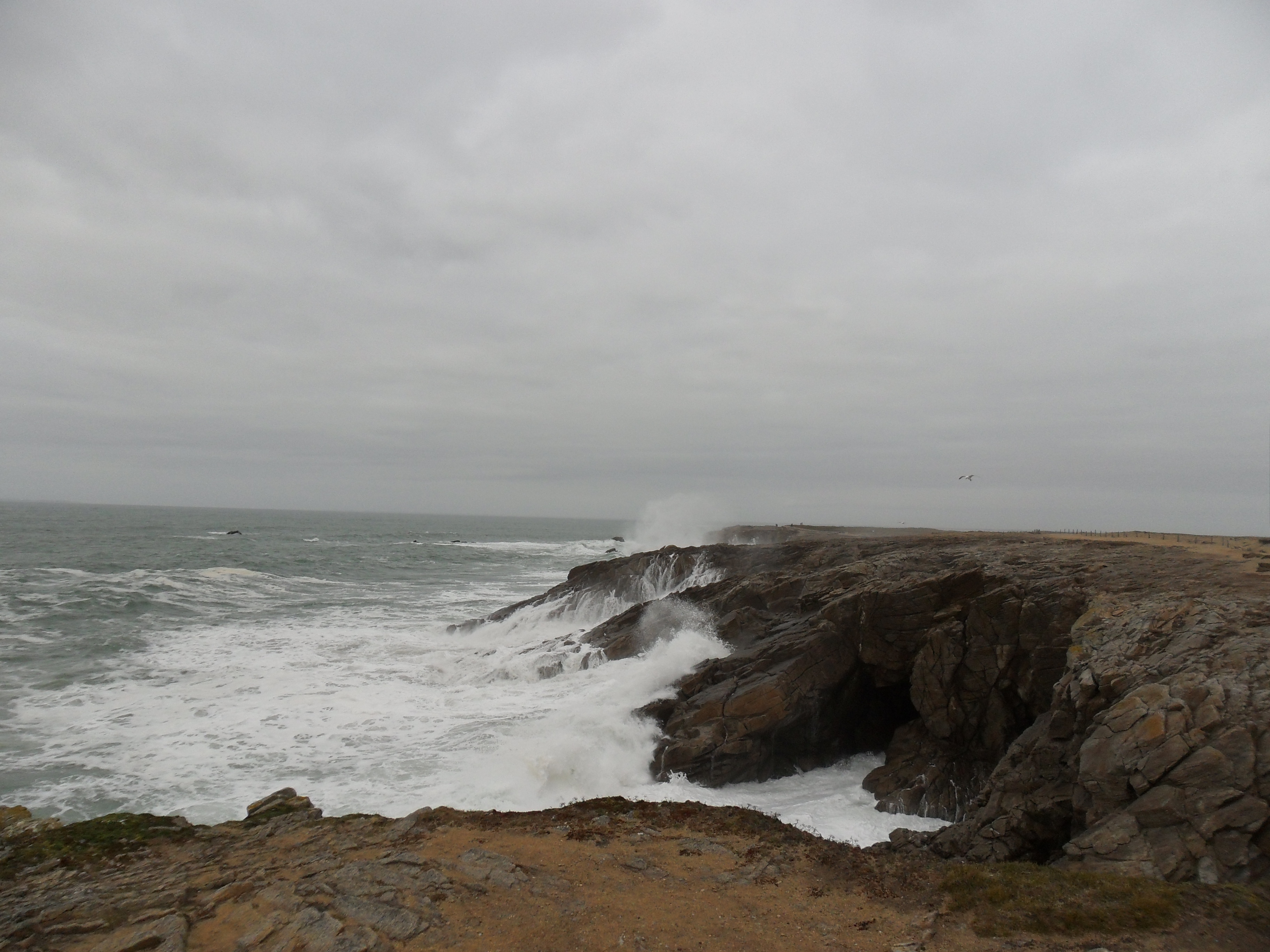
Fracas sur la Côte Sauvage.
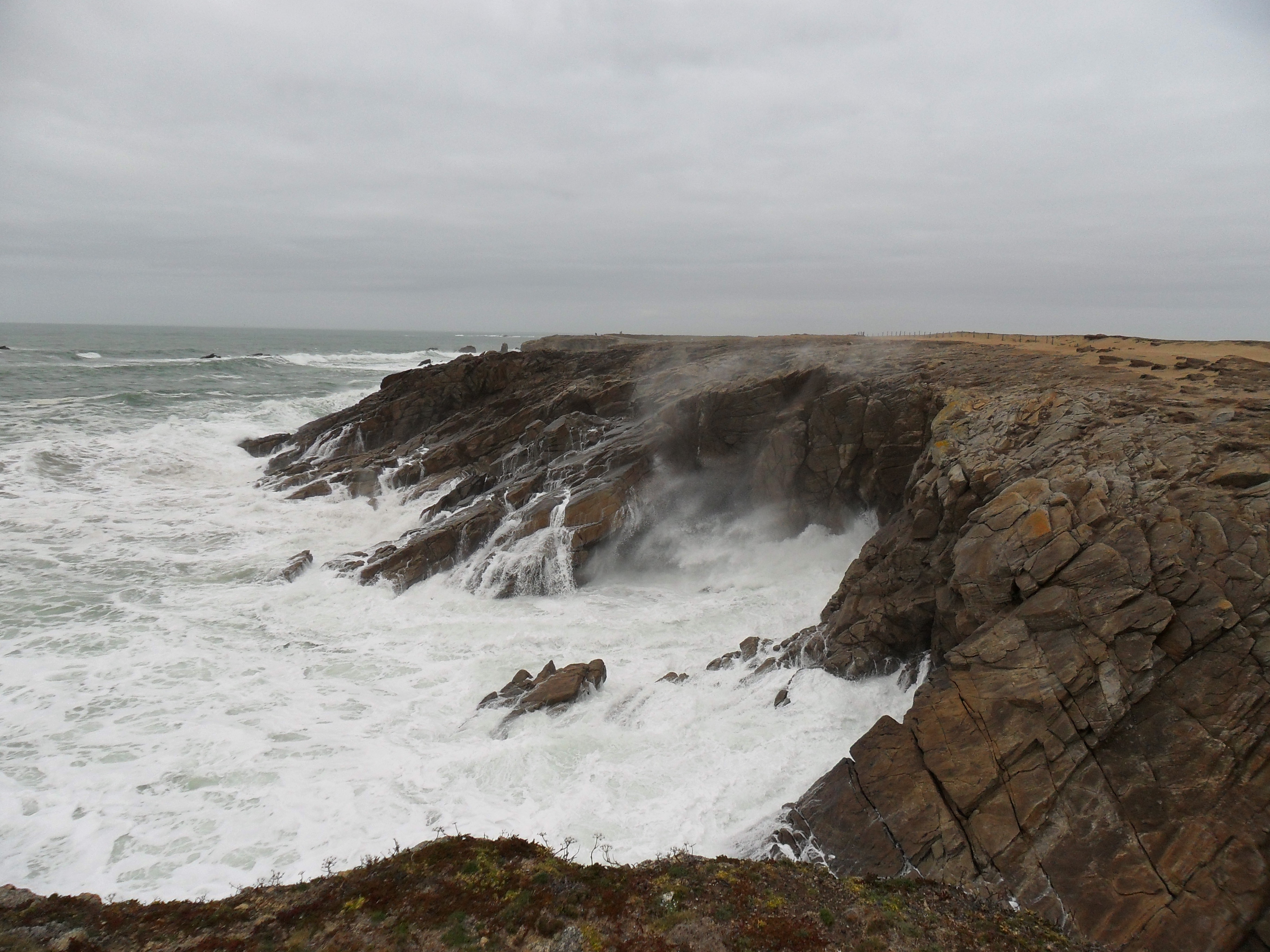
Fracas sur la Côte Sauvage.
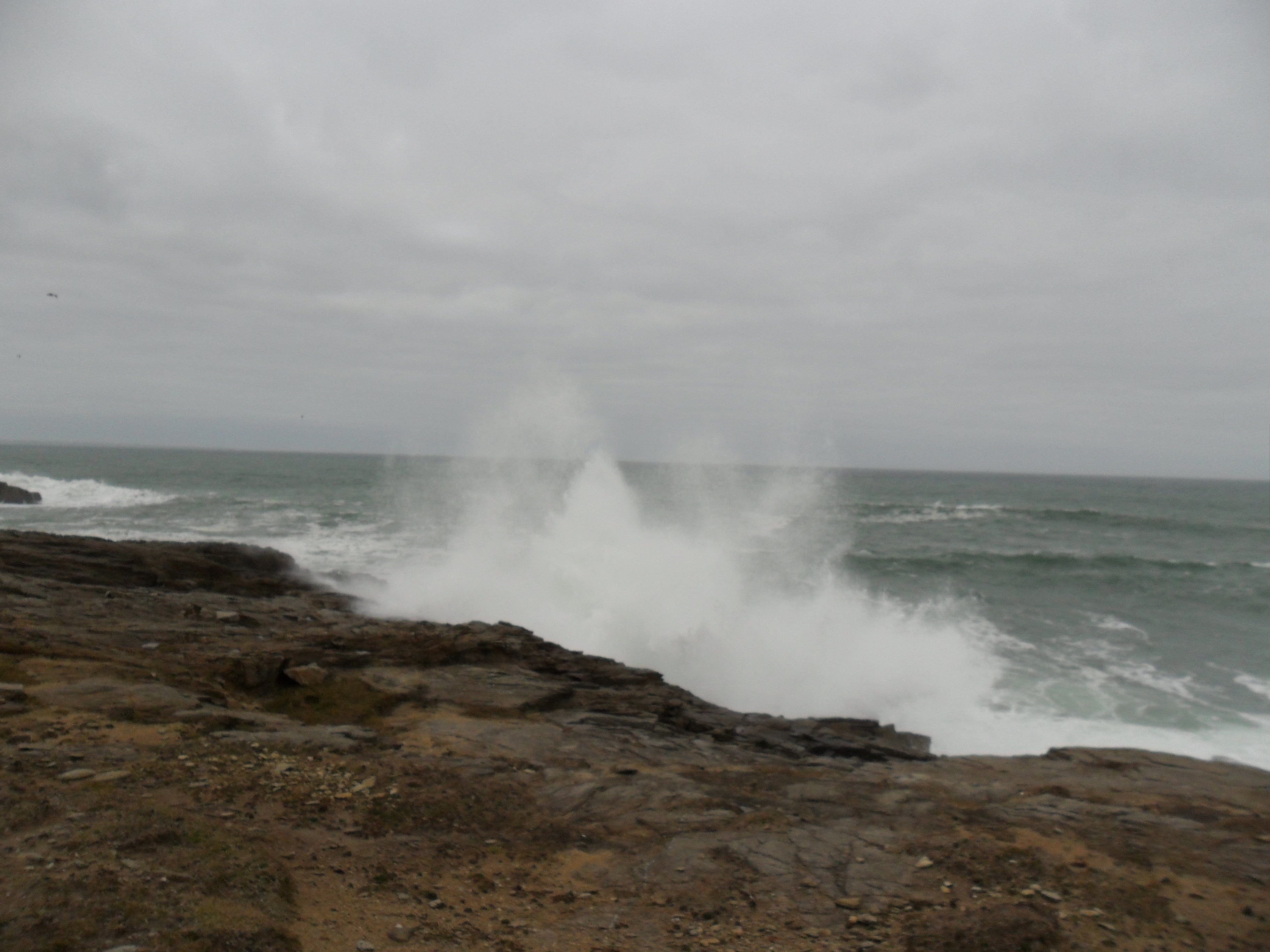
Fracas sur la Côte Sauvage.
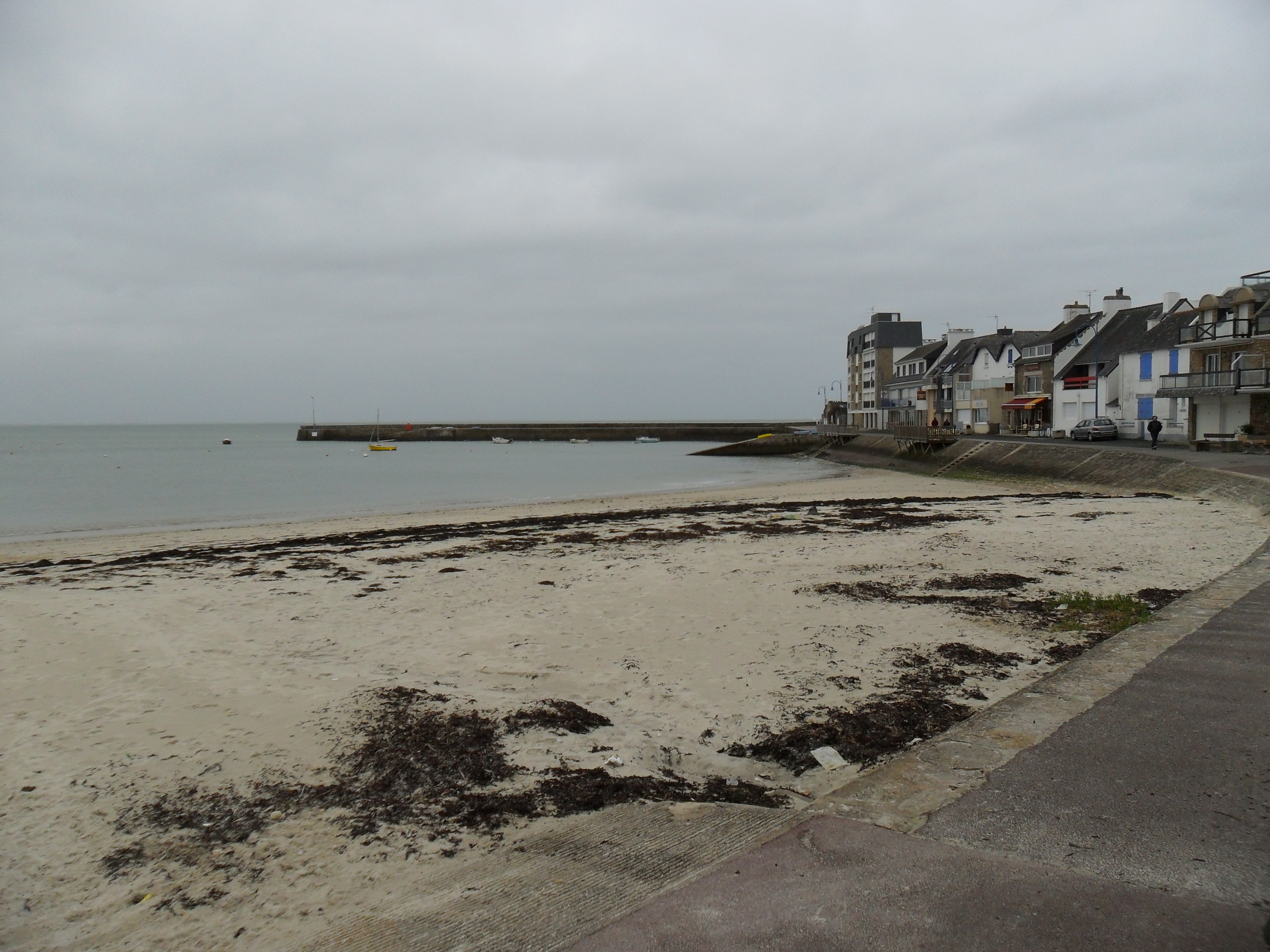
Vue sur la baie de Quiberon.
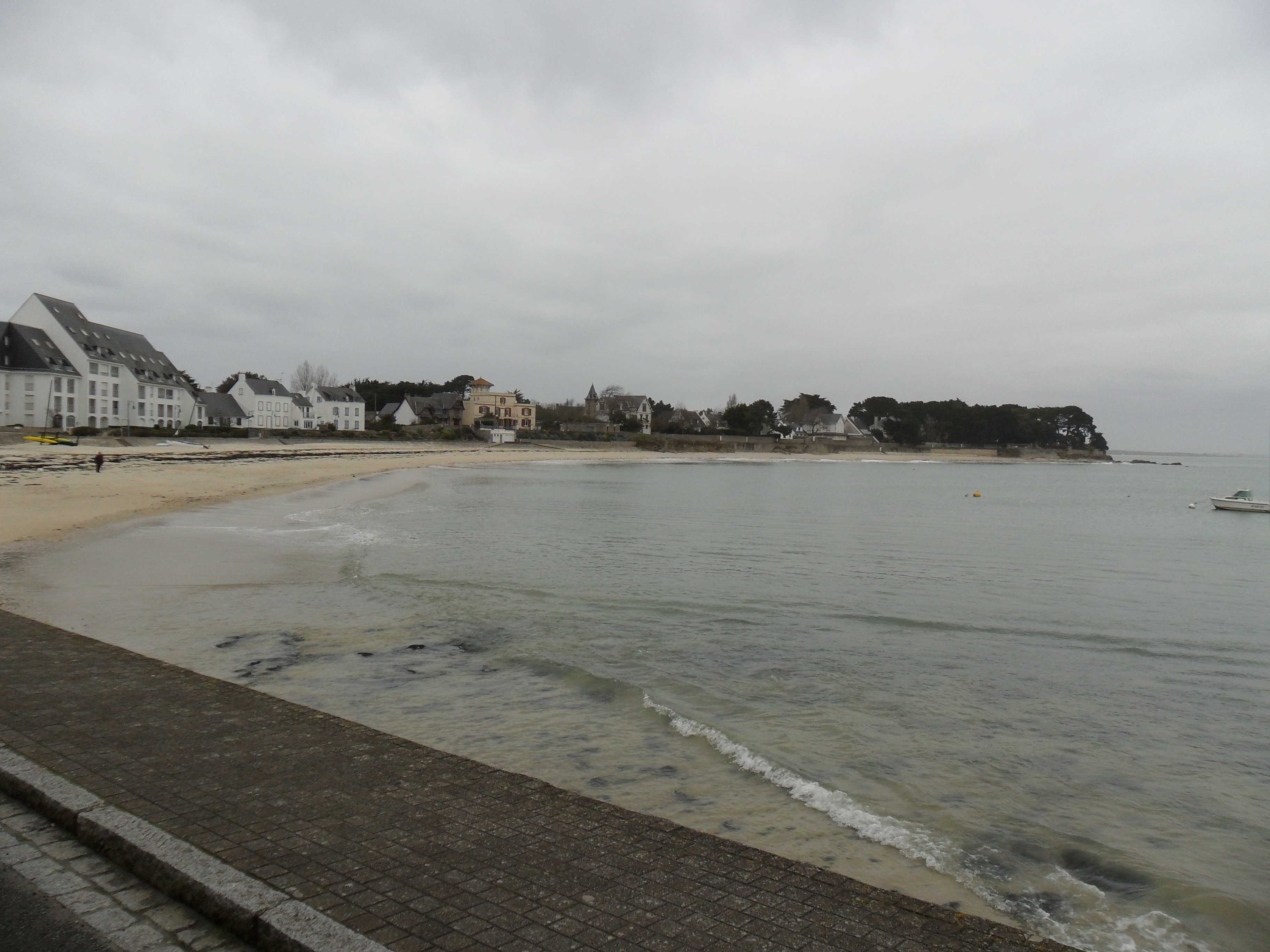
Vue sur la baie de Quiberon.
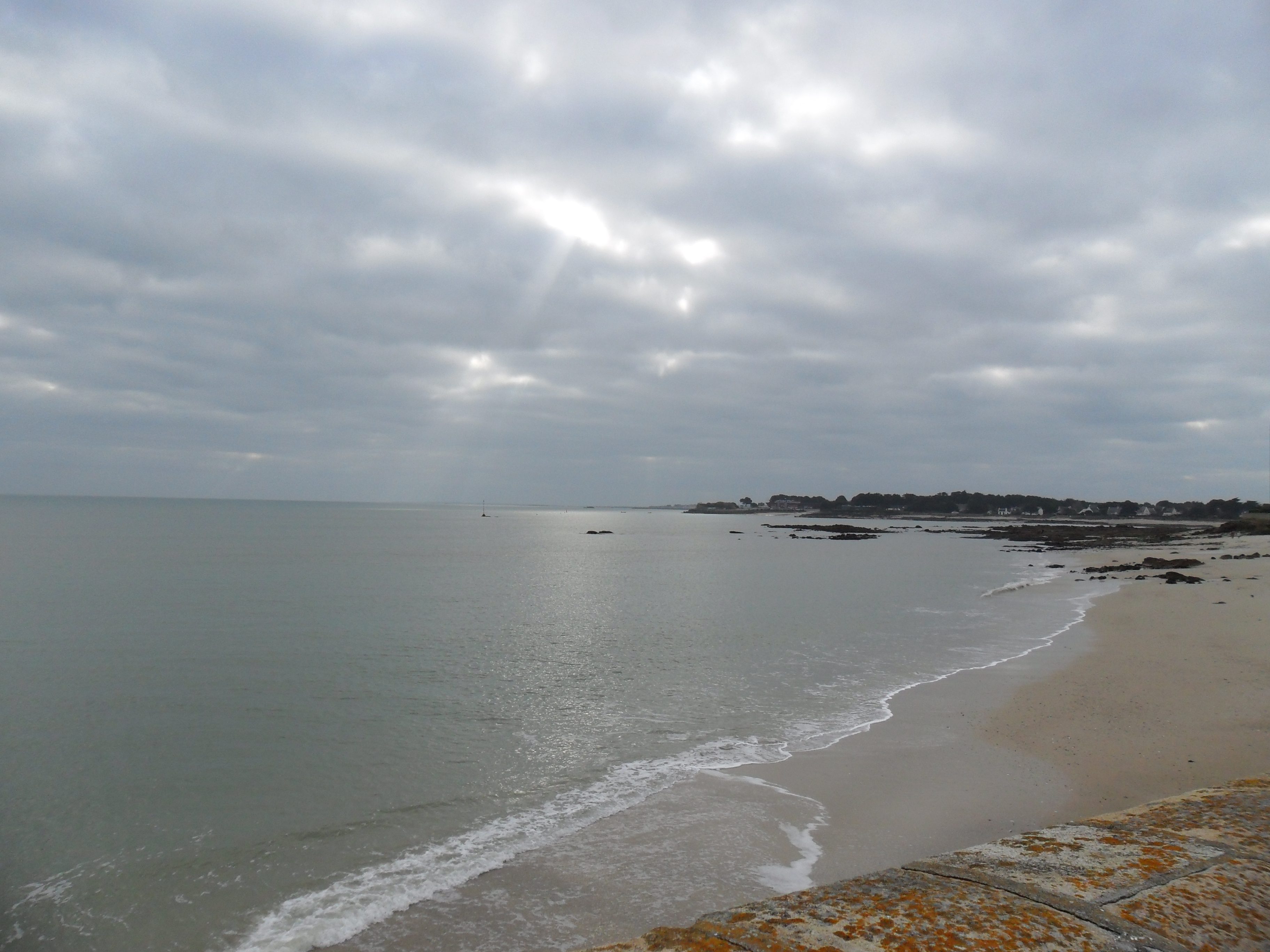
Vue sur la baie de Quiberon.
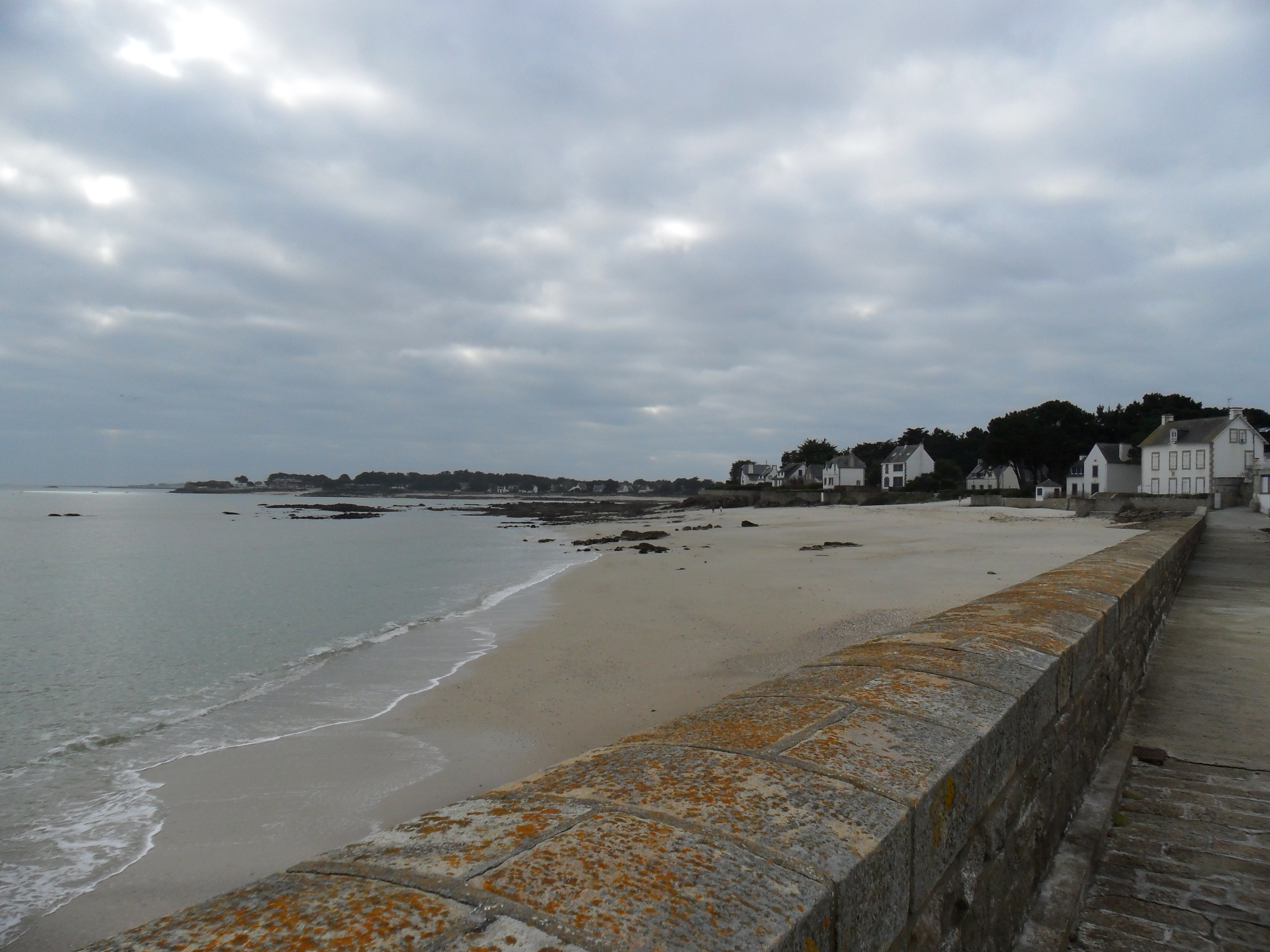
Vue sur la baie de Quiberon.
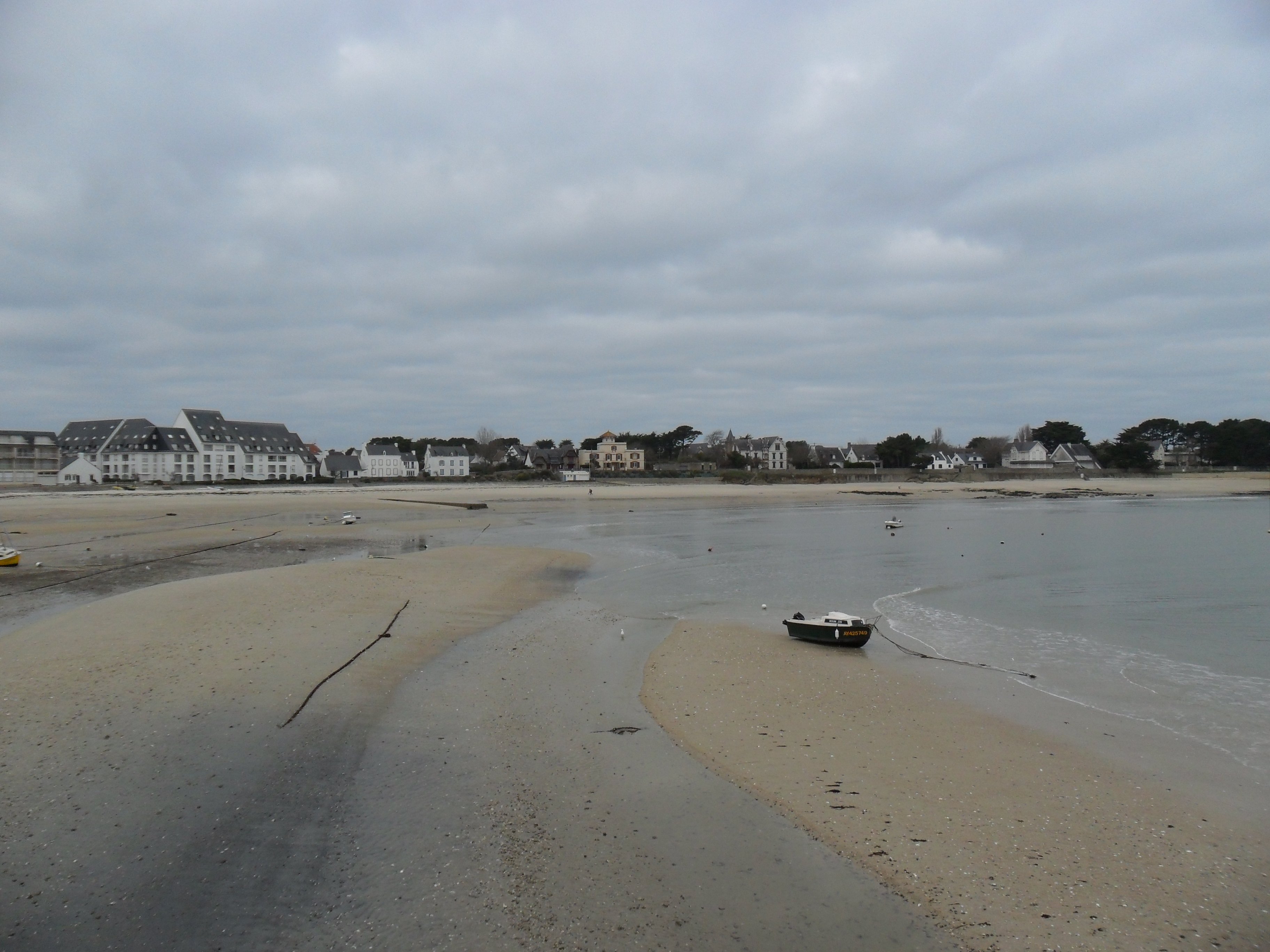
Vue sur la baie de Quiberon.
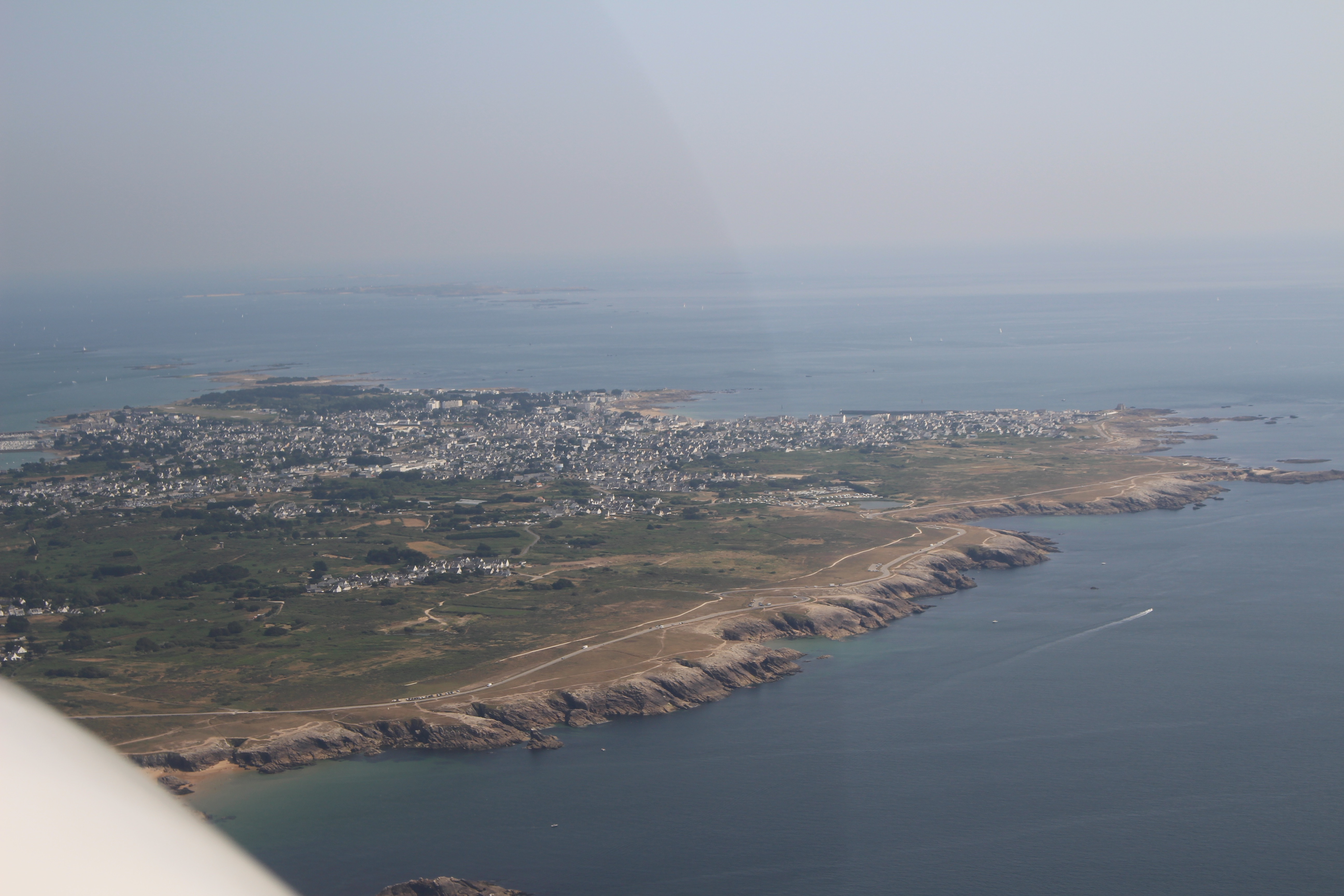
Vue vers le sud.

## Cadre géologique

Carte géologique de la presqu'île.

La région est située dans le domaine varisque sud-armoricain qui est un témoin de la tectonique tangentielle hercynienne, avec le cisaillement sud-armoricain (grand décrochement dont le rejet horizontal atteindrait 500 km, formant un couloir de failles hercyniennes courant de la pointe du Raz à la Loire) qui affecte le nord de l'anticlinal de Cornouaille. La collision continentale au cours de l'orogenèse varisque proprement dite se traduit dans le Massif armoricain par un métamorphisme général de basse-moyenne pression, formant les micaschistes des massifs côtiers, et par une anatexie générant migmatites et granites. Elle se traduit enfin, par la mise en place de nombreux leucogranites à muscovite et biotite intrusifs à travers les schistes cristallins, concomitamment à ce cisaillement et au métamorphisme régional qui affecte cette région.
La presqu'île de Quiberon est constituée de ces leucogranites tardi-orogéniques qui constituent une longue échine rocheuse, de direction NW - SE, de la baie d'Audierne à l'embouchure de la Loire (massif granitique de Pont-l'Abbé, « granite de Ploemeur », granite de Quiberon, de Guérande-Le Croisic, chapelet d'îles : archipel des Glénan, Hœdic, Houat, Dumet, Noirmoutier). Ces granites sont produits par fusion de métasédiments détritiques et d'orthogneiss peralumineux avec des taux de fusion faibles, probablement en relation avec des processus de relaxation thermique (rééquilibration thermique décompressive). La localisation particulière de ces granites est attribuée à la réactivation des contacts de nappes dévoniennes lors de la tectonique décrochante carbonifère. La variation de la direction et du cisaillement des roches selon les régions de la presqu'île suggère des effets d'étalement gravitaire.
L'estran rocheux montre ce leucogranite à deux micas (muscovite dominante), à grain fin, intensément structuré, et qui s'est déformé pendant sa cristallisation, ce qui explique son débitage en feuilles parallèles de 5 mm à 1 cm d'épaisseur, selon des plans de direction moyenne N 160° E à N-S, à pendage relativement faible (10° à 40°) vers le Sud-Ouest. Cette foliation bien exprimée, lui vaut l'appellation, pétrographiquement fausse, d'« orthogneiss de Quiberon ». Les plans de débit préférentiel portent une linéation d'allongement soulignée par des stries de friction, des fibres de quartz et par des minéraux de type biotite. Les caractères microscopiques de la roche sont ceux d'un granite à grain moyen millimétrique, à muscovite, biotite parfois chloritisée, plagioclase (5-10 % d'anorthite), microcline, quartz xénomorphe et interstitiel, apatite, zircon. Ce granite est associé à des filons et veines d'aplite, de pegmatite (ouest du village de Kergroix, est de la plage de Goviro de Quiberon), dont certains sont mylonitiques et complètement réorientés dans la schistosité.

## Historique

La Presqu'île par Maxime Maufra
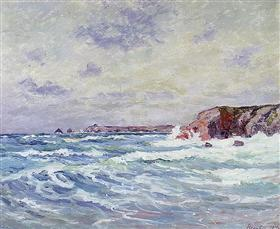
Port Bara, Presqu'île de Quiberon,1914 Collection privée
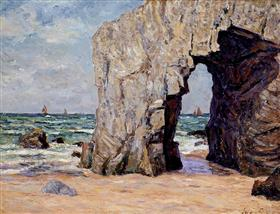
L'Arche de Port Blanc presqu'île de QuiberonCollection privée, Vente 2002

La frange ouest de la presqu’île est appelée Côte Sauvage. L'unité naturelle à l'est du massif dunaire de Gâvres-Quiberon qui s’étend de la pointe de Beg en Aud sur le territoire de Saint-Pierre-Quiberon à la pointe de Beg er Lan sur le territoire de Quiberon, est répertoriée parmi les sites pittoresques du Morbihan, et placée, au titre de protection des Monuments Naturels et des Sites, en site classé, par arrêté ministériel du 7 mai 1936.
Le 4 février 1997, un programme de préservation, dans le cadre d'une Opération Grand Site, est mis en œuvre, piloté par SIVU Grand Site Gâvres-Quiberon (devenu en juillet 2005 le Syndicat Mixte du Grand Site Gâvres-Quiberon) et, en 2009, le site a intégré le Réseau des grands sites de France.

## Économie
L'économie de la presqu’île est essentiellement tournée vers le tourisme. L'industrie agroalimentaire est également présente, avec les conserveries La Belle-Iloise et la Quiberonnaise.

## Communes
La presqu’île compte deux communes :
- Quiberon
- Saint-Pierre-Quiberon

## Sport
Le 13 août 2020, Stéphane Krause, ambassadeur de la ville de Quiberon, réalise le tour de la presqu'île à la nage, soit 25km500